# Marcipanbrød
Marcipanbrød er navnet på et stykke konfekt lavet af marcipan, men tillige kælenavn for 9 lokomotiver bygget af lokomotivfabrikken Frichs i Århus i 1952 på grund af deres markante karrosseri.
Marcipanbrød er i nyere tid også blevet kaldt 'Glistrupbrød' pga. politikeren Mogens Glistrups store passion for dem. [kilde mangler]

## Historie
Marcipanbrødet så første gang dagens lys i Danmark i 1898 fremstillet af Anthon Berg, og har siden da været en yndet og populær spise blandt mange danskere.

## Ingredienser
Marcipan består typisk af søde mandler og sukker, men til marcipanbrød bruger man gerne en lille procentdel bitre mandler til at opnå den karakteristiske smag.